# محسن حکیم‌زاده
محسن حکیم‌زاده (انگلیسی: Muhsin Hakimzadeh؛ ۱۸۸۲ – ۱۹۶۷) نهمین شیخ‌الاسلام قفقاز بود.